# Jhon Espinoza
Jhon Jairo Espinoza Izquierdo (ur. 24 lutego 1999 w Guayaquil) – ekwadorski piłkarz występujący na pozycji prawego obrońcy, reprezentant Ekwadoru, od 2023 roku zawodnik szwajcarskiego Lugano.